# Dario Viterbo
Dario Viterbo (Firenze, 25 gennaio 1890 – New York, 11 novembre 1961) è stato uno scultore, incisore e orafo italiano naturalizzato francese.

## Biografia
Nacque in una agiata famiglia borghese da Umberto, attivo nel ramo immobiliare e da Maria Levi pittrice; ebbe un unico fratello, Carlo Alberto, che si affermò come avvocato e linguista. Per volere del padre frequentò dapprima il liceo classico "Michelangiolo", dove ebbe come compagno di banco Piero Calamandrei; ottenuta la maturità si iscrisse, con l’appoggio della madre, all'Accademia di belle arti avendo come insegnante di arti plastiche lo scultore Augusto Rivalta. Si diplomò nel 1912 e già nel 1914 espose alla Secessione romana.
Artista a tutto tondo si esercitò anche nel pianoforte e, nel campo musicale, conobbe personalità come Mario Castelnuovo-Tedesco.
Fu quasi subito richiamato alle armi e, con il grado di tenente mitragliere di cavalleria, partecipò alla seconda guerra mondiale combattendo in prima linea. Durante un congedo si recò in visita da lontani parenti a Milano dove incontrò per la prima volta Ada Vera Bernstein, una sua cugina di secondo grado e fra i due nacque una durevole simpatia.
A guerra finita, Dario riprese l’attività artistica dedicandosi particolarmente alla scultura. Nel 1922 venne invitato a partecipare alla “Primaverile Fiorentina” e, nello stesso anno, presentò una mostra personale alla galleria “Bottega di Poesia” di Milano. Espose poi all'Art Deco di Parigi riscuotendo notevole successo di pubblico e critica tanto che prese la decisione di trasferirsi nella capitale francese dove iniziò a partecipare con sue opere a vari eventi artistici.

Nel 1926  è invitato ad esporre al “Salon d’Automne”, al “Salon des Tuileries” e alla “Galerie Durand-Ruel”. Nel 1928 il gallerista Bernheim-Jeune gli offrì il suo spazio espositivo per una mostra personale.
L'8 giugno 1930, dopo uno scambio epistolare durato anni, Dario e Ada Vera Bernstein si sposarono. Ada, trasferitasi a Parigi, avviò una sua propria attività nel ramo della moda mentre Dario continuava la sua attività artistica. Nel 1931 espose a Berlino, nel 1932 fu alla Biennale di Venezia, nel 1934 alla "Galerie Hébrard" di Parigi, infine, nel 1935 alla “Galleria Sambon” e alla “Mostra d’arte Italiana dell’Ottocento e Novecento”.

Nel 1939 la coppia ottenne la naturalizzazione francese. Poco dopo tuttavia, lo scoppio della seconda guerra mondiale e particolarmente l’imminenza dell’occupazione tedesca della Francia costrinsero i coniugi Viterbo-Bernstein, nel giugno 1940 ad abbandonare la casa parigina e lo studio, con quaranta statue andate poi disperse, per fuggire portando con sé poche cose personali e qualche gioiello, ricordo della madre di Ada. Dopo una serie di peripezie e vari giorni di massacrante viaggio, in treno e in bicicletta, la coppia riuscì a raggiungere Marsiglia ed imbarcarsi per New York, dove giunsero il 3 aprile 1941, trovando inizialmente ospitalità presso Arrigo Bernstein, uno dei fratelli di Ada, rifugiato a sua volta con la famiglia.

Nel 1944 Dario tenne una personale alla galleria "Wildenstein" di New York e dal 1946 fu presente a quasi tutte le edizioni della rassegna annuale "Sculptor's Guild". Nel maggio del 1950 l'architetto Eric Mendelsohn lo invitò a collaborare alla realizzazione, per conto della Città di New York, di un monumento che avrebbe dovuto intitolarsi "American Memorial to the Six millions Jews of Europe"; un progetto che non venne realizzato. Nello stesso anno Dario donò alla Galleria degli Uffizi di Firenze una sua testa in bronzo per la Collezione di autoritratti . Nel 1952 Dario venne colto da un infarto, superato.
 La vendita all'"Arkansas Museum of Fine Arts" di una testa in bronzo intitolata "Incantamento", realizzata nel 1953, permise finalmente l'acquisto di un terreno a Firenze, in via del Gignoro, per costruirci un'abitazione con studio.

Nel corso della sua attività artistica ha anche realizzato incisioni in bronzo e creato gioielli in metalli preziosi.

Morì a New York l'11 novembre 1961. La sua salma fu traslata in Italia per essere tumulata nel Cimitero israelitico di Firenze.

## Archivio
Il Fondo Viterbo Dario e Bernstein Viterbo Ada Vera., conservato presso Biblioteca Marucelliana di Firenze, contiene ampia documentazione - Estremi cronologici: sec. XX.

Fonte principale.